# Народно-патриотический союз России
Наро́дно-патриоти́ческий сою́з Росси́и (НПСР) — политическое объединение в России. Создано 7 августа 1996 года политическими партиями и общественными организациями, поддержавшими на президентских выборах Геннадия Зюганова.
В 2003 году произошёл конфликт НПСР и КПРФ, и после 2004 года НПСР практически утратил своё политическое значение.

## Создание союза НПСР
Создан на базе Блока народно-патриотических сил (БНПС). Инициаторами создания были несколько десятков оппозиционных партий и организаций. На учредительном съезде принято постановление об образовании движения, утвержден устав, принято заявление и обращение к гражданам России. Председателем избран Геннадий Зюганов, сопредседателями — Александр Руцкой и Аман-Гельды Тулеев. Членом президиума избран Василий Стародубцев, членами координационного совета — Николай Кондратенко, Ю. Е. Лодкин, Н. К. Максюта, А. Г. Назарчук, А. С. Суворов. Председателем исполкома НПСР избран Н. И. Рыжков.
Председателем Координационного Совета НПСР с августа 1996 г. по 1 июля 2004 г. был Зюганов. 12 сентября 2004 года председателем Координационного Совета избран Геннадий Семигин.
В 1998—2000 годах председателем исполкома НПСР был В. И. Зоркальцев. 8 июня 2000 года исключен А. М. Тулеев. Исполком НПСР в 2000 году возглавил бизнесмен Геннадий Семигин, в 2004 г. его сменил Владимир Баев.
В НПСР вошли КПРФ, Аграрная партия России и др. В 1996 году входило около 150 политических организаций. Высшим руководящим органом НПСР является съезд. В перерывах между съездами работой руководит координационный совет (около 150 человек — по одному представителю от субъектов РФ, а также представители от партий и объединений).
НПСР совместно с КПРФ участвовал в губернаторских выборах, получив власть в 40 субъектах Федерации (т. н. «красный пояс», или народно-патриотический пояс). В частности, к январю 1997 года кандидаты НПСР победили в 16 из 33 субъектов, где прошли выборы глав регионов. Предполагалось, что на выборах Государственной Думы в 2003 году вместо списка КПРФ будет выставлен список НПСР.
НПСР финансировался Семигиным, руководители региональных отделений НПСР (многие из которых одновременно возглавляли местные отделения КПРФ) получали зарплату. Так, в 2004 году газета «Коммерсантъ» писала со ссылкой на отчёт о деятельности исполкома НПСР с сайта движения: «в 2002 году в 83 региональных отделениях союза было 905 освобождённых сотрудников, а ещё 483 ставки были выделены руководителям городских и районных организаций НПСР».
Съезды НПСР:
I (учредительный) Съезд — 7 августа 1996 г.
II Съезд — 21 ноября 1998 г.
III Съезд — 23 сентября 2000 г.
IV Съезд — 12 сентября 2004 г.

## Конфликт НПСР с КПРФ (2000—2004 годы)
Накануне выборов в Государственную Думу III созыва в НПСР разгорелся конфликт, вызванный позицией самого крупного участника союза — КПРФ. 15 сентября 1999 г. Контрольно-ревизионная комиссия НПСР обвинила руководство КПРФ в том, что при составлении списка кандидатов в депутаты туда не были включены ряд деятелей НПСР (Н. И. Рыжков и др.). Недавнее решение Президиума Координационного совета НПСР о смещении с постов сопредседателей КС НПСР М. Лапшина (лидера Аграрной партии России) и А. Подберёзкина («Духовное наследие») было признано не соответствующим уставу НПСР. КРК постановила созвать чрезвычайное заседание Координационного совета НПСР, на котором инициировать созыв внеочередного съезда НПСР, а в случае противодействия со стороны Исполкома или Координационного совета собрать Съезд силами самой КРК. На этом съезде предполагалось исключить из НПСР Г. А. Зюганова за развал патриотической коалиции.
КПРФ действительно дистанцировалась от М. Лапшина и А. Подберёзкина, которые на выборах 1999 года сотрудничали с блоком «Отечество — Вся Россия». Также 1 октября 1999 г. председатель Исполкома НПСР В. И. Зоркальцев в ответ на обвинения КРК НПСР заявил, что в предвыборном списке КПРФ 11 мест из 18 в центральном списке предоставлено беспартийным сторонникам, в список включены 50 членов Аграрной партии (не поддержавшим альянс с «ОВР»), 7 представителей ДПА, 4 члена «Духовного наследия», представителям других партий и общественных объединений, а также КПРФ будет поддерживать более 50 независимых кандидатов — «одномандатников».
Летом 2000 г. в интервью «Российской газете» Аман Тулеев отмечал, что сложности в НПСР и российском патриотическом движении связаны в том числе с нежеланием «партийных генералов» (первых секретарей обкомов КПРФ) уступать места в предвыборных списках союзникам.
Накануне III Съезда НПСР КРК обвинила Координационный совет НПСР в нарушении норм устава при подготовке съезда: нарушение норм представительства (что обеспечило гегемонию коммунистов в ущерб союзникам), отсутствие в повестке дня отчётных докладов председателей Координационного совета, Исполкома и Контрольно-ревизионной комиссии. Председатель КРК НПСР В. И. Милосердов в проекте своего отчётного доклада отмечал, что коммунисты препятствовали участию НПСР в выборах Государственной Думы III созыва, не провели мероприятий по перерегистрации НПСР в общероссийское политическое движение, фактически распустили Исполком НПСР и уволили сотрудников аппарата, с нарушением Устава НПСР исключили из объединения Аграрную партию, «Духовное наследие», «Блок А. Тулеева — „Народовластие“» и кооптировали в состав Координационного Совета ряд лиц. Также отмечено присвоение полномочий Съезда НПСР в части избрания председателя Исполкома на заседании Координационного Совета.
По решению III Съезда НПСР Контрольно-ревизионная комиссия была упразднена.
5 января 2003 года в совместной статье «Операция „Крот“» главного редактора газеты «Завтра» Александра Проханова и главного редактора газеты «Советская Россия» Валентина Чикина Семигин был обвинён в «деструктивном» влиянии на КПРФ и НПСР. В статье со ссылкой на закрытые источники говорилось, что в администрации президента и штабе «Семьи» Ельцина готовится «переворот в рядах оппозиции» путём внедрения в НПСР своих «агентов влияния» и перехвата руководства. В заключении статьи предлагалось нейтрализовать действия Семигина и его людей. В ответ Семигин назвал Чикина и Проханова «политическими провокаторами и раскольниками». Семигин также заявил, что будет финансировать только структуры НПСР, но не КПРФ. Коммунисты оценили это как попытку подкупа первых секретарей обкомов КПРФ.
14 января 2003 года Зюганов в своей статье писал: «надо, не откладывая, отрегулировать деятельность всех структур НПСР, преодолеть обюрокрачивание руководства Исполкома». Комментируя письмо Семигина, в котором тот объявлял о приостановке финансирования, Зюганов заявлял: «Хочу напомнить разного рода „купцам“, пытающимся похлопывать партию кошельком по плечу и норовящим приватизировать КПРФ и НПСР: это им никогда не удастся!».
18 января 2003 года президиум ЦК КПРФ выдвинул ряд претензий в адрес Семигина. 30 января 2003 года с критикой Семигина выступил Геннадий Зюганов.
Сторонники Семигина обвиняли коммунистов в нежелании идти на выборы единой коалицией, противники — в несоответствии названия блока «КПРФ-НПСР» законодательству о выборах (в названии могло быть не более семи букв), кроме того в блоке могло быть не более трёх организаций, а в НПСР состояло четыре.
Несмотря на разгоревшийся конфликт, в сентябре 2003 года Семигин вошёл в состав федерального предвыборного списка КПРФ на парламентских выборах (под № 18), ряд функционеров НПСР также были включены в список КПРФ, но на непроходные места. В декабре 2003 года на съезде КПРФ Семигин был предложен кандидатом от КПРФ на выборах президента России 14 марта 2004 года. 28 декабря 2003 года съезд КПРФ небольшим перевесом голосов делегатов утвердил кандидатом Николая Харитонова, который получил 123 голоса. Семигин набрал 105 голосов, против всех проголосовали три делегата. Позднее председатель ЦКРК КПРФ В. С. Никитин охарактеризовал попытку выдвижения Семигина как курс на союз с патриотической буржуазией в противовес союзу с крестьянством.
14 января 2004 года вышло «Обращение ко всем партийным организациям КПРФ» Геннадия Зюганова и председателя центральной контрольно-ревизионной комиссии Владимира Никитина, в котором Семигин уже явно обвинялся в подкупе секретарей региональных организаций КПРФ и назывался «зарвавшимся дельцом». Всем организациям КПРФ предписывалось «дать отпор попыткам разрушения партии, превращения её в прислужницу капитала и нынешнего режима».
18 мая 2004 года президиум ЦК КПРФ большинством голосов исключил Семигина из партии. 19 мая 2004 года Семигин заявил о выходе из фракции КПРФ в Госдуме.
1 июля 2004 года на заседании координационного совета Зюганов был снят с поста председателя и исключён из НПСР. Вместе с ним были исключены Валентин Купцов, Иван Мельников и Николай Харитонов.
В романе Проханова «Политолог», в котором описываются эти и другие события, фигурирует персонаж по фамилии Семиженов (миллионер, пытающийся взять под контроль патриотическое движение). Его прототипом является Семигин.

## НПСР после 2004 года
Позднее НПСР вошёл в состав левоцентристской коалиции «Патриоты России» Семигина, и практически утратил своё политическое значение.

## Цели и идеология НПСР
Идеология — патриотизм, государственность, социальная справедливость.
- В социальной сфере: гарантии бесплатного медицинского обслуживания, а также среднего и высшего образования. Устранение несправедливого имущественного и социального расслоения в обществе;
- Выборность органов власти как важнейший принцип функционирования государства;
- Сохранение государственной целостности и территориального единства страны;
- Обеспечение мирного, ненасильственного развития политического процесса;
- В экономике: возврат под контроль государства стратегически важных секторов; снижение налогового бремени на отечественного производителя; переход к государственному ценообразованию по ряду важнейших товаров и услуг; пересмотр результатов приватизации и отмена всех сделок, совершенных с нарушением закона; обеспечение реального равноправия всех форм собственности; пресечение незаконного вывоза капиталов за рубеж; борьба с долларизацией экономики; реструктуризация внешней задолженности.